# Micropholcus jacominae
Micropholcus jacominae is een spinnensoort uit de familie trilspinnen (Pholcidae). De soort komt voor in Yemen.